# Zelotes gracilis
Zelotes gracilis este o specie de păianjeni din genul Zelotes, familia Gnaphosidae. A fost descrisă pentru prima dată de Canestrini, 1868. Conform Catalogue of Life specia Zelotes gracilis nu are subspecii cunoscute.